# Општина Лупша (Алба)
Лупша (рум. Lupşa) општина је у Румунији у округу Алба.
Општина се налази на надморској висини од 719 m.